# Плезант Хил (Илиноис)
Плезант Хил (енгл. Pleasant Hill) град је у америчкој савезној држави Илиноис.

## Демографија
По попису из 2010. године број становника је 966, што је 81 (-7,7%) становника мање него 2000. године.
| Група             | 2000.         | 2010.       |
| Белци             | 1.033 (98,7%) | 949 (98,2%) |
| Афроамериканци    | 0 (0,0%)      | 3 (0,3%)    |
| Азијати           | 0 (0,0%)      | 0 (0,0%)    |
| Хиспаноамериканци | 6 (0,6%)      | 12 (1,2%)   |
| Укупно            | 1.047         | 966         |